# Umm Jabab
Umm Jabab (tiếng Ả Rập:  أم جباب) là một ngôi làng ở miền trung Syria, một phần hành chính của Tỉnh Homs, phía nam Homs. Các địa phương gần đó bao gồm al-Mukharram ở phía bắc và Jubb al-Jarrah ở phía đông bắc. Theo Cục Thống kê Trung ương, Umm Jabab có dân số 1.209 trong cuộc điều tra dân số năm 2004.